# Blommersia grandisonae
Blommersia grandisonae é uma espécie de anfíbio da família Mantellidae.
É endémica de Madagáscar.
Os seus habitats naturais são: florestas subtropicais ou tropicais húmidas de baixa altitude, rios, marismas intermitentes de água doce e plantações .
Está ameaçada por perda de habitat.